# Mill City (Oregon)
Mill City é uma cidade localizada no estado norte-americano de Oregon, no Condado de Linn e Condado de Marion.

## Demografia
Segundo o censo norte-americano de 2000, a sua população era de 1537 habitantes.
Em 2006, foi estimada uma população de 1625, um aumento de 88 (5.7%).

## Geografia
De acordo com o United States Census Bureau tem uma área de
2,1 km², dos quais 2,1 km² cobertos por terra e 0,0 km² cobertos por água.

## Localidades na vizinhança
O diagrama seguinte representa as localidades num raio de 28 km ao redor de Mill City.